# Terebra floridana
Terebra floridana är en snäckart som beskrevs av Dall 1889. Terebra floridana ingår i släktet Terebra och familjen Terebridae. Inga underarter finns listade i Catalogue of Life.